# Organizator publicznego transportu zbiorowego
Organizator publicznego transportu zbiorowego – właściwa jednostka samorządu terytorialnego albo minister właściwy do spraw transportu, zapewniający funkcjonowanie publicznego transportu zbiorowego na danym obszarze. Ponadto gminy, powiaty i województwa mogą tworzyć, w zależności od rodzaju jednostek samorządu terytorialnego, różne formy porozumień i związków (międzygminne, powiatów, powiatowo-gminne, metropolitalne), w tym porozumienia między województwami.
Organizator publicznego transportu zbiorowego realizuje trzy główne zadania:
- planowanie rozwoju transportu,
- organizowanie publicznego transportu zbiorowego,
- zarządzanie publicznym transportem zbiorowym.

Zarządzanie publicznym transportem zbiorowym przez organizatora polega w szczególności na:
- negocjowaniu i zatwierdzaniu zmian do umowy z operatorem;
- ocenie i kontroli realizacji przez operatora i przewoźnika usług w zakresie publicznego transportu zbiorowego;
- kontroli nad przestrzeganiem przez operatora i przewoźnika zasad funkcjonowania publicznego transportu zbiorowego;
- współpracy przy aktualizacji rozkładów jazdy w celu poprawy funkcjonowania przewozów o charakterze użyteczności publicznej;
- analizie realizacji zaspokajania potrzeb przewozowych wynikających z wykonywania przewozów na podstawie umowy o świadczenie usług w zakresie publicznego transportu zbiorowego;
- dokonywaniu zmian w przebiegu istniejących linii komunikacyjnych;
- zatwierdzaniu rozkładów jazdy oraz dokonywaniu ich aktualizacji w przypadku przewozów wykonywanych na podstawie potwierdzenia zgłoszenia przewozu;
- administrowaniu systemem informacji dla pasażera[2].

Organizator publicznego transportu kolejowego to organizator publicznego transportu zbiorowego w zakresie odnoszącym się do pasażerskich przewozów kolejowych. Zarządzanie publicznym transportem zbiorowym przez organizatora w zakresie linii komunikacyjnych oraz rozkładów jazdy w ramach transportu kolejowego odbywa się we współpracy z zarządcą infrastruktury kolejowej.